# Wiktor Wladimirowitsch Wassin
Wiktor Wladimirowitsch Wassin (russisch Виктор Владимирович Васин; englisch Viktor Vasin; * 6. Oktober 1988 in Leningrad, Russische SFSR, Sowjetunion) ist ein russischer Fußballspieler, der seit 2022 beim kasachischen Erstligisten FK Qairat Almaty unter Vertrag steht. Seine Position ist die des Innenverteidigers.

## Karriere

### Verein
Ähnlich wie viele andere russische Fußballspieler, wie zum Beispiel Andrei Arschawin und Wjatscheslaw Malafejew, absolvierte Wassin in seiner Heimatstadt Sankt Petersburg die berühmte russische Fußballschule „Smena“, die eng mit dem russischen Verein Zenit Sankt Petersburg zusammenarbeitete. Nachdem er von Zenit keine Einladung in die Profimannschaft erhalten hatte, wechselte er 2006 zu Spartak Naltschik, wo er ein Jahr später erstmals bei den Profis zum Einsatz kam. Dort spielte Wassin von 2006 bis 2010, wobei er für die Saison 2009 an FK Nischni Nowgorod ausgeliehen war.
Im Januar 2011 wechselte Wassin zu ZSKA Moskau, jedoch erlitt er gleich am Anfang eine schwere Verletzung des vorderen Kreuzbandes und konnte erst Ende Mai 2011 zum ersten Mal mit seinem neuen Team trainieren. Nach den ersten Partien folgten viele Leihen innerhalb Russlands. Aber bei ZSKA folgte 2018/19 der nächste Kreuzbandriss und Wassin verpasste 41 Spiele für die Russen. Auch in den folgenden Spielzeiten war er des Öfteren verletzt und kam nur unregelmäßig zum Zug. So kam er in elf Jahren bei ZSKA nur auf 98 Pflichtspiele mit zwei Treffern, konnte aber dort jeweils einmal die Meisterschaft sowie den Pokalsieg feiern.
Am 22. Februar 2022 nahm ihn dann der kasachische Erstligist FK Qairat Almaty unter Vertrag.

### Nationalmannschaft
Wassin feierte sein Debüt für die russische A-Nationalmannschaft im November 2010 gegen Belgien, als er in der 46. Spielminute eingewechselt wurde. Bei der 0:2-Niederlage hatte Wassin durch einen Fehler maßgeblich zum Gegentor durch Romelu Lukaku beigetragen. Sein erstes Tor schoss er am 28. März 2017 im Freundschaftsspiel gegen Belgien (3:3). Bis Ende 2017 absolvierte er insgesamt 13 Partien und erzielte dabei zwei Treffer.

## Erfolge
- Russischer Pokalsieger: 2013
- Russischer Meister: 2016